# 藤沢市立中里小学校
藤沢市立中里小学校（ふじさわしりつ なかさとしょうがっこう）は、神奈川県藤沢市獺郷にある公立小学校である。

## 沿革
- 1978年（昭和 53年）4月1日 - 児童数949名で開校
- 1978年（昭和 53年）6月5日 - 開校記念日制定
- 1978年（昭和 53年）7月15日 - プール完成
- 1978年（昭和 53年）10月15日 - 校歌制定
- 1985年（昭和 60年）12月27日 - 外トイレ完成
- 1988年（昭和 63年）3月3日 - テレビ放送施設完成
- 1989年（平成 元年）12月20日 - 特別教室改修工事完了
- 1992年（平成 4年）6月30日 - プール改修工事
- 1993年（平成 5年）8月2日 - 給食調理室改修工事
- 1995年（平成 7年）9月9日 - 防災用備蓄庫及び倉庫設置
- 1996年（平成 8年）8月28日 - 音楽室床面改修工事
- 2000年（平成 12年）3月31日 - 体育館放送機器交換工事
- 2000年（平成 12年）10月1日 - パソコン室　完成
- 2003年（平成 15年）8月26日 - 災害用井戸及び校庭散水用水工事完了
- 2004年（平成 16年）3月26日 - 校内放送システム及び、非常用放送設備の改修
- 2005年（平成 17年）3月29日 - プール温水シャワー設置
- 2005年（平成 17年）9月30日 - 校舎棟耐震工事完了
- 2007年（平成 19年）9月10日 - トイレ改修工事
- 2009年（平成 21年）12月3日 - 体育館耐震工事完了
- 2010年（平成 22年）3月25日 - 体育倉庫改築工事完了
- 2011年（平成 23年）1月24日 - 太陽光発電工事完了
- 2012年（平成24年）4月5日 - 全校児童320名[2]。

## 教育目標
- 体がじょうぶで ねばりづよい子
- 心あたたかく おもいやりのある子
- きまりをまもり 実行力のある子
- 自分で考え 創造する子[3]

## 学区
- 打戻（御所見小学区を除く）
- 宮原
- 獺郷[4]

## 進学先
公立中学校の場合。
- 藤沢市立御所見中学校

## アクセス
- 小田急電鉄江ノ島線長後駅下車[1]
  1. 神奈川中央交通「長16 海老名駅東口」行ないし「長35 綾瀬車庫（用田経由）」行バス乗車。
  2. 「御所見市民センター前」バス停下車
  3. 徒歩10分。
- JR東日本東海道本線辻堂駅下車
  1. 神奈川中央交通「辻33」系統乗車
  2. 「古里団地」バス停下車
  3. 徒歩約270m・約5分。